# BNS Shadhinota
BNS Shadhinota là một tàu Lớp 056 tên lửa đạn đạo được trang bị bề mặt tàu hộ tống của Hải quân Bangladesh. Tàu được xây dựng tại Nhà máy đóng tàu Vũ Xương của Trung Quốc.

## Phục vụ
BNS  Shadhinota  được đặt lườm tại Nhà máy đóng tàu Vũ Xương vào ngày 30 tháng 11 năm 2014. Con tàu được chuyển giao cho Hải quân Bangladesh ngày 11 tháng 12 năm 2015. Cô đến Chittagong, Bangladesh vào ngày 10 tháng 1 năm 2016. Vào ngày 19 tháng 3 năm 2016, tàu được bàn giao cho Hải quân Bangladesh.
Do thời tiết khắc nghiệt trong Vịnh Bengal, sáu tàu đánh bắt cá của Bangladesh với 90 ngư dân đi vào vùng biển Ấn Độ với tàu thuyền của họ bị hư hỏng. Vào ngày 21 tháng 8 năm 2016, BNS Shadhinota cùng với con tàu cùng lớp BNS Prottoy đã được gửi đến để giải cứu họ.
Con tàu tham gia Triển lãm Quốc tế Hàng hải Quốc phòng (IMDEX) 2017 tại Singapore. Cô đã rời Chittagong vào ngày 2 tháng 5 năm 2017 để dự trù sự kiện này. Trên đường đi, cô đã ghé thăm cảng Lumut, Malaysia. Bà cũng tham gia vào Cuộc tập Đa phương về Hải quân Tây Ban Nha (WPNS) lần thứ 6 và "Bài học Chia sẻ Thông tin Hàng hải (MARISX) 2017". Trên đường trở về, cô đã viếng thăm cảng Phuket, Thái Lan.

## Thiết kế
Con tàu dài 90 mét (300 ft) và tải trọng 1,300 tấn. Cô mang động cơ diesel song song với một cánh quạt đuôi có thể điều chỉnh khoảng cách có thể cung cấp đủ năng lượng cho tốc độ tối đa của cô 25 hải lý trên giờ (46 km/h; 29 mph). Cô có hai trạm điện, phía trước và phía sau, và cung cấp điện làm việc với một trong các trạm điện chìm. So với tàu thuyền buồm tròn truyền thống, con tàu được thiết kế với kiểu chữ V, có đường uốn cong ở đáy sao cho nó có thể đi thuyền với tốc độ cao ở các nước biển khơi. Tuy nhiên, tàu không mang theo bất kỳ loại sonar nào vì vậy cô không có tên lửa phòng không khả năng. Kết quả là, cô sẽ chỉ hành động như một tàu hộ tống chiến tranh bề mặt thôi. "Shadhinota" của BNS có một chiếc trực thăng có thể hỗ trợ máy bay trực thăng cỡ vừa, nhưng cô ấy không có hangar.

### Thiết bị điện tử
Tàu sử dụng radar SharpEye I-Band (X-band) và E-F (băng tần S) từ Kelvin Hughes với phần mềm hiển thị chiến thuật MantaDigital. Những radar này được sử dụng cho mục đích tìm kiếm và điều hướng trên mặt đất và có thể được sử dụng để điều khiển máy bay trực thăng và phục hồi cũng. Công suất truyền dẫn thấp của các radar này làm giảm xác suất đánh chặn bởi các hệ thống ESM.

### Vũ khí
Con tàu mang một H/PJ-26 76 mm súng chính được đặt phía trước. 2 x 2 C-802A Tên lửa chống tàu được lắp đặt trên tàu để chống lại vai trò bề mặt. Hai H/PJ-17 30 mm điều khiển từ xa Tháp pháo tại công trình đường hầm như CIWS cho tàu.
Với Vũ khí phòng không, tàu mang tám ô FL-3000N trình khởi chạy, là phiên bản Trung Quốc của RAM.